# 趙成明
趙成明（：／ Jo Syeong-myong，1957年1月3日—），大韓民國的保守派政治人物，現任首爾特別市江南區區廳長。其曾擔任第4屆、第6屆江南區議會議員。

## 事件
2023年3月30日，韓國政府公職人員倫理委員會（공직자윤리위원회）對2023年政府公職人員財產定期變動的調查中，趙成明的財產總額位列第一，約為532億韓元。其中大部分的財產是房產。包括位於首爾市江南區、瑞草區、以及仁川市和其家鄉忠清南道等地。